# Paul François Morucci
Pour les articles homonymes, voir Morucci.
Paul François Morucci, né à Castineta le 23 juin 1868 et mort à Château-Arnoux le 26 janvier 1935, est un homme politique français.

## Biographie
Paul François Morucci naît dans une famille corse venue de Morosaglia. Son père était instituteur. Paul fait ses études secondaires au lycée de Bastia. 
Après avoir obtenu le baccalauréat, il ne peut pas, pour raisons de santé, être reçu au concours d’entrée dans l’administration des douanes. Il est exempté du service militaire. 
À la mort de son père, il déménage à Marseille avec sa famille, dans le quartier populaire de Vauban. Sa vie matérielle est difficile, et il doit endurer beaucoup de privations pour faire ses études à la faculté de médecine de l'université d'Aix-Marseille. 
En 1895, il obtient le premier prix d’anatomie humaine et de physiologie. Il achève ses études à la faculté de Montpellier et devient docteur en 1897.
Médecin des pauvres à Marseille, il est élu conseiller municipal en 1900.
Il est élu député des Bouches-du-Rhône (1919-1924) avec la Section française de l'Internationale ouvrière. En 1920, il rejoint le Parti communiste français au congrès de Tours.
En 1901, il avait épousé Eugénie Ricard, petite-fille du républicain André Ailhaud dit Ailhaud de Volx, chef de la résistance au coup d'État du 2 décembre 1851 dans les Basses-Alpes.